# Vitaly Polenov
Vitaly Sergueïevich Polenov (en russe : Вита́лий Серге́евич Поле́нов, né le 26 janvier 1901 à Kostroma et mort le 4 juillet 1968 à Voronej, est un militaire soviétique.

## Biographie
Avant la guerre il commande la 247e division d'infanterie (Union soviétique) puis la 243e division d'infanterie (Union soviétique). 
Durant la Seconde Guerre mondiale en il commande la 29e armée (Union soviétique) et d'avril 1942 à février 1943 il commande la 31e armée (Union soviétique) et en 1945 il commande la 5e armée (Union soviétique).